# Ladislav Macák
Ladislav Macák (* 29. dubna 1945 Česká Třebová) je český politik a právník, v letech 2002 až 2008 senátor za obvod č. 3 – Cheb, v letech 2008 až 2012 zastupitel Plzeňského kraje, v letech 1998 až 2014 a 2018 až 2022 starosta města Tachov, bývalý člen KSČ a ČSSD.

## Vzdělání, profese
Po maturitě v roce 1964 na Střední průmyslové škole stavební v Děčíně vystudoval Právnickou fakultu Univerzity Karlovy v Praze a v roce 1992 získal titul Mgr. Pracoval ve stavebnictví a předsedal bytovému družstvu.
V roce 1974 založila StB na Macáka tzv. osobní spis prověřené osoby s krycím jménem "Dozorce".  Osobní spis prověřované osoby StB zaváděla k zakládání dokumentů tzv. prověrkového charakteru k osobě, o kterou se zajímala, ať už z toho důvodu, že z její strany očekávala potenciální nepřátelské jednání vůči režimu, nebo si ji vytipovala k tajné spolupráci. Spis byl uložen do archivu v roce 1977.

## Politická kariéra
V letech 1988–1989 byl členem KSČ. Od roku 2001 působil v ČSSD, v komunálních volbách v roce 2018 a 2022 kandidoval jako nestraník za uskupení „Patrioti Tachova“. Do tachovského zastupitelstva byl za ČSSD zvolen v komunálních volbách v letech 1998, 2002, 2006 a 2010, v roce 2014 již nekandidoval. Znovu zvolen byl v roce 2018 za Patrioty Tachova, jejichž kandidátní listinu vedl coby lídr i v roce 2022, ale i přes zisk tří mandátů skončil až jako čtvrtý náhradník. V letech 1998-2014 a 2018-2022 zastával funkci starosty města Tachova.
V roce 2002 se stal senátorem za obvod 3 – Cheb, když ve druhém kole porazil Václava Černého z KSČM se ziskem 64,74 % hlasů. V horní komoře pracoval jako místopředseda Ústavně-právního výboru a byl 1. místopředsedou senátorského klubu ČSSD. Ve volbách v roce 2008 se rozhodl znovu nekandidovat a ve funkci jej nahradil Miroslav Nenutil. V letech 2008 až 2012 zasedal v zastupitelstvu Plzeňského kraje.